# Кушнир, Эрик
Э́рик Кушни́р (венг. Kusnyír Erik; род. 7 февраля 2000, Нижний Коропец, Закарпатская область) — украинский и венгерский футболист, полузащитник клуба «Дебрецен».

## Клубная карьера
Родился в поселке Нижний Коропец, Закарпатская область. Мать — этническая венгерка, отец — украинец. Футболом начал заниматься в академии клуба «Мункач». С 2014 года занимался в молодёжной академии львовских «Карпат».
30 сентября 2016 года подписал контракт с клубом «Тарпа» из Класса «А» группы II, в футболке которого сыграл 6 матчей.
В состав «Дебрецена» присоединился 14 февраля 2017 года. Талантливый полузащитник сначала выступал за команду U-17 (14 матчей), пока не был переведён в первую команду клуба. Дебютировал за первую команду «Дебрецена» 5 мая 2018 года, когда главный тренер клуба Андраш Герцег выпустил игрока на 6 минут в проигранном матче против клуба «Гонвед».
Эрик способен занять несколько позиций в защите. Однако преимущественно используется на позиции правого защитника или опорного полузащитника.

## Карьера в сборной
Впервые в лагерь национальной сборной Украины Андрей Шевченко вызвал Кушнира в мае 2019 года для участия в тренировочном сборе.